# اوفلاگا
اوفلاگا (به ایتالیایی: Offlaga) یک کومونه در ایتالیا است که در استان برشا واقع شده‌است. اوفلاگا ۴٬۳۰۰ نفر جمعیت دارد.